# Saprinus fallaciosus
Saprinus fallaciosus är en skalbaggsart som beskrevs av G. Müller 1937. Saprinus fallaciosus ingår i släktet Saprinus och familjen stumpbaggar. Inga underarter finns listade i Catalogue of Life.